# Pietro Loredan (admiral)
Pietro Loredan (1372. – 28. listopada 1438.) bio je mletački plemić iz obitelji Loredan i ugledni vojni zapovjednik na moru i kopnu. Borio se protiv Osmanlija, pobijedivši ih u Bitci kod Galipolja (1416.), odigrao vodeću ulogu u osvajanju Dalmacije (1411. – 1420.) i sudjelovao u nekoliko kampanja protiv talijanskih suparnika Venecije, Genove i Milana, kako bi Veneciji osigurao kopnene posjede. Također je obnašao niz visokih političkih funkcija kao Avogador de Comùn, duždev savjetnik i knez Zadra, Furlanije i Brescije, a odlikovan je položajem prokuratora sv. Marka 1425. godine. 1423. kandidirao se za dužda Venecije, ali je izgubio od svog dugogodišnjeg suparnika Francesca Foscarija; njihovo suparništvo bilo je takvo da je, kad je Loredan umro, Foscari bio osumnjičen da ga je otrovao.

## Rani život i karijera
Pietro Loredan rođen je 1372. u župi San Canciano u Veneciji. Bio je potomak poznate dinastije admirala: njegov otac Alvise Loredan i djed, a kasnije i njegov sin i nećak, bili su ugledni pomorski zapovjednici u službi Mletačke Republike. Oca su mu dodatno istaknuli izborom na vrlo prestižno mjesto prokuratora svetog Marka. Čini se da je njegova majka Joan bila iz vrlo bogate obitelji. Pietro Loredan vjenčao se u mladosti, vjerojatno 1395. godine, za Campagnolu Vitale Lando di Pietro. Neki povjesničari izvještavaju o drugom braku 1422. godine, no kako je Campagnola preživjela supruga i još se uvijek spominje u oporuci, to je očito pogrešno.
Loredan se prvi put pojavio 1403. godine, služeći kao zapovjednik jedne od tri galije koje su prenijele bizantskog cara Manuela II. Paleologa natrag u Carigrad, nakon njegova putovanja dvorovima zapadne Europe. Na povratku su se tri broda pridružila venecijanskoj floti i sudjelovali u mletačkoj pobjedi protiv genoveške flote u Bitci kod Modona 7. listopada 1403.

## Vojna i politička karijera, 1411. – 1422.
Loredan je vjerojatno nastavio služiti u floti i nakon toga, sve do 1411. godine, kada je prvi put potvrđen kao zapovjednik flote, na potpisivanju Selimbrijskog sporazuma između Venecije i osmanskog princa i pretendenta za osmansko prijestolje, Muse Čelebija, 3. rujna. Tada mu je naređeno da ode u Zadar u Dalmaciji, jer se kralj Ugarske Sigismund borio za širenje u mletačke posjede. Kao generalni kapetan mora ostvario je kapitulaciju Šibenika 21. srpnja 1412. i požurio je s pomoći mletačkim kopnenim snagama u Motti di Livenza, pomažući im postići odlučujuću pobjedu u Bitci kod Motte protiv Sigismundovih trupa 24. kolovoza. Nakon što je pomogao osigurati Dalmaciju za Veneciju, Loredan je potom ušao u sukob sa svojim životnim suparnikom Francescom Foscarijem, duždom Venecije; za razliku od Foscarija, koji se zalagao za širenje na talijanskom kopnu (<i>Terraferma</i>), Loredan je bio zagovornik pomorske orijentacije Venecije.
U listopadu 1412. Loredan je imenovan duždevim savjetnikom, ali je samo kratko obnašao dužnost, budući da je izabran za guvernera (podestà) Trevisa. Grad je činio "stožer mletačkog obrambenog sustava na istoku", a Loredan se zauzeo za jačanje njegovih utvrda tijekom sljedeće godine. 26. lipnja 1414. izabran je, zajedno s Lorenzom Capellom i Vitaleom Mianijem, za providura nad Dalmacijom. Tamo je bio aktivan u suzbijanju pro-ugarskih poteza lokalnog plemstva i u pripremama za nove utvrde Zadra. 5. travnja 1415. imenovan je zapovjednikom godišnjeg trgovinskog konvoja (muda) u Flandriji. Po povratku izabran je za Avogadora de Comùna (javnog tužitelja), ali je kratko zadržao dužnost jer je 2. travnja 1416. izabran za kapetana Zaljeva da bi vodio ekspediciju na Osmansko Carstvo. Veliko vijeće u Veneciji teretilo ga je za prenošenje venecijanskih veleposlanika sultanu i iscrpljivanje sredstava, ali 29. svibnja 1416. u Bitci kod Galipolja Loredan je postigao veliku pobjedu protiv osmanske flote, uništivši ili zarobivši većinu vojnika. Sam Loredan je ranjen u bitci. Unatoč tom uspjehu, sukob je zaključen tek u studenom 1419. godine, kada je nakon iscrpnih pregovora potpisan mirovni ugovor. Ipak, po povratku u Veneciju 8. studenog 1416. Loredan je proglašen herojem.
U proljeće 1417. poslan je kao izaslanik u Milano da se žali na okupaciju Lodija, Comoa i drugih mjesta čiju je autonomiju zajamčila Venecija. Zatim je imenovan knezom u Zadru, gdje je ostao do kraja 1418. Po završetku mandata tamo je ponovno izabran za Avogadora de Comùna. U rujnu 1419. izabran je za člana odbora pet mudraca (Savi di Terraferma) zadužen za nadgledanje završne faze mletačkog osvajanja Dalmacije i Furlanije. Kako je Sigismund bio zaokupljen rješavanjem husitske pobune, Mlečani su se potrudili kako bi osigurali svoje posjede na istočnoj obali Jadranskog mora. Loredan je ponovno imenovan kapetanom Zaljeva 8. veljače 1420. i isplovio je iz Venecije 12. svibnja. Do kraja lipnja osigurao je predaju Trogira i Splita, a između rujna i listopada doveo je otoke Brač, Korčulu i Hvar pod mletačku kontrolu. U veljači 1421. poslan je na Levant da se suprotstavi Đenovežaninu Giovanniju Ambrogiu Spinoli, koji je pretresao venecijanski trgovački brod u tom području. Po povratku na ljeto, poslan je u Furlaniju kao njezin luogotenente ("poručnik", tj. guverner). Na njegov odabir za mjesto vjerojatno je utjecala činjenica da je to područje prethodne godine osvojio njegov nećak Francesco Loredan.

## Natjecatelj za dužda, 1423.
Dana 4. travnja 1423., dužd Tommaso Mocenigo umro je u kritičnom trenutku: sljedeći dužd trebao bi donijeti odluke koje će utjecati na tijek Republike, posebno u pogledu nastavka širenja u Terrafermi ili reafirmacije tradicionalne pomorske politike. Uspješan zapovjednik, dobro obrazovan i sposoban govornik, Loredan je imao sve preduvjete potrebne za to mjesto, ali na kraju je izabran njegov stari suparnik Francesco Foscari. Dvojica muškaraca bili su žestoki suparnici, a njihove političke razlike bile su pojačane osobnim odnosima. Tako su dvije Loredanove kćeri, Maria i Marina, bile udate za Francesca Barbara i Ermolao Donà, obojica protivnici Foscarija. Nadalje, kad je Foscari predložio brak između vlastite kćeri i jednog od Loredanovih sinova, odbijen je.

## Vojna i politička karijera, 1424. – 1438.
Unatoč tom neuspjehu, 12. siječnja 1424. Loredan je ponovno izabran za generalnog kapetana Zaljeva, sa zadatkom da pomogne Solunu, koji je Republika stekla prethodne godine, napadom na Galipolje i primjenom vojnog i diplomatskog pritiska na osmanskog sultana Murata II. da prizna mletačku vlast grada. Loredan je vodio svoju flotu u ophodnju Dardanela od srpnja do listopada i borio se više puta s Turcima. To je potaknulo bizantskog cara da pošalje Loredanu brojne svete relikvije u znak zahvalnosti. Unatoč Loredanovim aktivnostima, međutim, sukob se nastavio bezuspješno za Mlečane, usred sve veće patnje i nezadovoljstva za stanovnike Soluna, sve dok grad nisu osvojili Osmanlije u ožujku 1430.
1425. bio je savio del consiglio, sve dok 17. lipnja nije izabran za prokuratora sv. Marka. U to se doba Venecija odlučila pridružiti ratu između vladara Milana Filippa Viscontija i Republike Firence, jer su Viscontijevi uspjesi ugrožavali odnos snaga u Italiji. 1426. Loredan je imenovan providurom vojske zajedno s Fantinom Michielom i pratio je condottiera Francesca Bussone da Carmagnola u osvajanju Brescije (9. – 10. kolovoza 1426.). Loredan je ostao u gradu kao knez tijekom sljedeće godine. U ljeto 1427. odbio je milanski napad na Bresciu i bio jedna od pokretačkih snaga u nagovaranju Carmagnole da napusti svoj dilatacijski stav i suprotstavi se Milancima, što je dovelo do pobjede u Bitci kod Maclodija 11. listopada.
Loredan nestaje iz izvora sljedećih nekoliko godina, sve do 1431., kada je obnovljen rat između Venecije i Milana. 28. svibnja imenovan je generalnim kapetanom mora i izabran za uplovljanje u Tirensko more, spajanje s Firentincima i zauzimanje Genove koja se pridružila Viscontiju. Mletačka je flota 21. kolovoza ostvarila veliku pobjedu nad Đenovljanima kod Rapala, ali Mlečani nisu uspjeli u svojim naporima da sruše genovešku vladu. Loredan je potom svoju flotu poveo na zimu u Apuliju i na Krf. Vrativši se u Tirensko more, u srpnju je upao u tvrđavu Sestri, gdje je ranjen; ne mogavši više ništa pridonijeti kampanji, vratio se sa svojom flotom u Veneciju, gdje su stigli 22. listopada.
Tijekom sljedećih nekoliko godina, Loredan je naizmjenično služio kao savio del consiglio i vojvodski vijećnik za sestiere San Marco. Kad je sukob s Milanom izbio 1437. godine, Loredan je 9. travnja još jednom imenovan providurom vojske, pod vrhovnim zapovjednikom Gianfrancescom Gonzagom, markizom od Mantove, ali loše zdravlje natjeralo ga je da napusti svoje mjesto i na povratak u Veneciju, zamijenio ga je Paolo Tron. Rat je, međutim, počeo loše za Mlečane, a čim je Loredan u studenom oporavljen, poslan je da se pridruži vojsci i podigne njezin poljuljani moral. Pridružio mu se sin Giacomo Loredan, koji je tako započeo vlastitu uglednu vojnu karijeru. Tada je postalo jasno da Gonzaga razmišlja o prebjegu iz Venecije u Milan. 21. lipnja 1438. Loredan je izabran za veleposlanika u Marquessu, u posljednjem pokušaju da spriječi njegovo odbjegavanje, ali Loredan je to odbio. 13. srpnja imenovan je zapovjednikom pomorskih snaga na rijeci Po. Samo njegov nastup bio je dovoljan da uguši pobune vojnika na Trgu svetog Marka. Ipak, kampanja je prošla loše: Loredan nije uspio provesti svoju uobičajenu taktiku na rijeci, njegovi su postupci ovisili o toku kopnene kampanje, a klima je još jednom utjecala na njegovo zdravlje.
Loredan je 23. kolovoza 1438. diktirao svoju posljednju oporuku i 21. listopada dobio dozvolu za povratak u Veneciju, a zamijenio ga je Stefano Contarini. U Veneciju je stigao 26. listopada vrlo iscrpljen i umro je dva dana kasnije. Pokopan je u samostanu Svete Elene. Natpis njegove grobnice tvrdio je da su ga otrovali nepoznati neprijatelji ("per insidias hostium veneno sublatus"); popularna legenda pripisala je djelo duždu Francescu Foscariju. Loredan je iza sebe ostavio niz zapisa, koje je suvremeni povjesničar (i Loredanov podređeni u Bresciji) Flavio Biondo dobro cijenio, ali sada su izgubljeni.